# Port lotniczy Svalbard
Port lotniczy Svalbard (norw. Svalbard lufthavn, Longyear, ang. Svalbard Airport, Longyear, kod IATA: LYR, kod ICAO: ENSB) – główny port lotniczy w Svalbard w Norwegii. Znajduje się 5 km na północny zachód od Longyearbyen na zachodnim wybrzeżu i jest najbardziej na północ położonym lotniskiem na świecie obsługującym regularne loty pasażerskie. Pierwsze lotnisko w pobliżu Longyearbyen zostało zbudowane podczas II wojny światowej. W 1959 roku rozpoczęto sporadyczne loty, lecz lotnisko mogło być używane jedynie przez kilka miesięcy w roku. Budowę nowego lotniska na Hotellneset rozpoczęto w 1973 roku, a lotnisko zostało otwarte 2 września 1975 roku. Jest własnością państwowej spółki Avinor, która nim zarządza.

## Linie lotnicze i połączenia
| Linia lotnicza               | Kierunek                             |
| ---------------------------- | ------------------------------------ |
| Arktikugol                   | Czartery: 1. Barentburg 2. Pyramiden |
| Edelweiss Air                | Sezonowe czartery: 1. Zurych         |
| Lufttransport                | Czartery: 1. Ny-Ålesund 2. Svea      |
| Norwegian Air Shuttle        | 1. Oslo-Gardermoen 2. Tromsø         |
| Scandinavian Airlines System | 1. Oslo-Gardermoen 2. Tromsø         |

## Cargo
| Linia lotnicza | Kierunek                   |
| -------------- | -------------------------- |
| Europe Airpost | 1. Paryż-Charles de Gaulle |